# Vol Cubana 455
Le vol Cubana 455 était le vol assuré par un Douglas DC-8 appartenant à la compagnie aérienne Cubana qui explosa en plein vol le 6 octobre 1976 cinq minutes après avoir décollé de la Barbade, dans un attentat commis par l'anti-castriste Luis Posada Carriles. L'attentat provoqua la mort de 73 personnes, dont 48 passagers et 25 membres d'équipage.
Des documents de la CIA rendus publics en 2005 ont montré que l'agence de renseignement américaine avait été informée que Posada préparait une attaque contre un avion cubain, sans qu'elle participe pourtant à l'élaboration de ce projet ou ne cherche à le stopper.

## Arrestations
Quatre personnes ont été arrêtées à la suite de l'acte terroriste : 
- Freddy Lugo et Hernan Ricardo Lozano, condamnés à 20 ans de prison ;
- Orlando Bosch Ávila, acquitté en raison d'irrégularités techniques dans la présentation des preuves contre lui (non-traduction en espagnol des documents apportés). Il a été libéré après 11 années de détention provisoire, le gouvernement vénézuélien n'ayant pas épuisé toutes les possibilités d'appel. Il vivait jusqu'à sa mort en avril 2011 à Miami ;
- Luis Posada Carriles, qui s'échappa de prison et mourut aux États-Unis le 23 mai 2018.

Lugo et Luzano ont été libérés en 1993 et résident désormais au Venezuela.

## Victimes
Parmi les victimes se trouvaient :
- les 24 membres de l'équipe cubaine d'escrime de 1975 (qui venait de remporter les championnats d'Amérique centrale et des Caraïbes),
- diverses personnalités politiques cubaines, dont :
  - Manuel Permuy Hernández, directeur de l'INDER, Institut national des sports ;
  - Jorge de la Nuez Suárez, secrétaire chargé de la pêche à la crevette ;
  - Alfonso González, commissaire national des sports à arme à feu ;
  - Domingo Chacón Coello, fonctionnaire du ministère de l'Intérieur ;
- cinq officiels de Corée du Nord
- un caméraman coréen.